# 대륜고등학교
대륜고등학교(大倫高等學校)는 대한민국 대구광역시 수성구 만촌동에 위치한 사립 고등학교이다.

## 학교 연혁
- 1921년 9월 15일 : 애국지사 홍주일(洪宙一), 김영서(金永瑞), 정운기(鄭雲騎)가 우현서루(友弦書樓)를 가교사로 교남학원(嶠南學院)을 설립
- 1924년 5월 21일 : 교명을 대구 교남학교로 변경하고, 교사를 대구시 남산동 657번지로 이전
- 1942년 4월 9일 : 대륜중학교(大倫中學校) 인가, 대봉(大峯)교육재단 인가 받고 제4대 재단이사장 서병조(徐丙朝) 취임
- 1942년 5월 20일 : 교사를 대구시 동구 수성동 624번지로 신축 이전
- 1949년 3월 23일 : 재단 명칭을 대륜(大倫)교육재단으로 변경, 인가. 제5대 재단이사장 서정식(徐廷植) 취임
- 1950년 4월 29일 : 대륜고등학교 병설(1학년 4학급 200명)
- 1950년 7월 14일 : 6.25 동란으로 교사, 교지를 미군에 대여하고 대구시 대봉동 305번지 가교사로 이전
- 1954년 10월 4일 : 본교사로 복귀
- 1963년 5월 1일 : 석강 김덕룡 본교를 인수
- 1979년 3월 1일 : 중.고 분리
- 1988년 12월 16일 : 만촌동 현교사로 신축 이전
- 2001년 4월 30일 : 예능관 준공
- 2005년 8월 17일 : 고등학교 강당 증축
- 2006년 10월 30일 : 종합운동장 준공
- 2012년 3월 23일 : 제10대 재단이사장 김의용 취임
- 2017년 3월 1일 : 고등학교 교장 옥정윤 취임
- 2022년 2월 10일 : 제95회 졸업식 거행(95회 389명, 졸업생 총수 36,656명)

## 참고 자료
- 대륜고등학교 - 한국교육학술정보원 학교알리미